# Victorine Gboko Wodié
Victorine Gboko Wodié est une femme politique ivoirienne, membre du comité central du Parti ivoirien des travailleurs et une de ses responsables dans la commune de Cocody avec Francis Wodié. 

## Fonction
Elle est plusieurs fois ministre (liste non complète) :
- Ministre déléguée auprès du Ministre de la Justice, chargée des Droits de l'Homme[Quand ?] ;
- Ministre des droits de l'homme dans le gouvernement Banny 1.